# Мар Бехнам
Мар Бехнам (арам. ܕܝܪܐ ܪܡܪܝ ܒܗܢܡ ܘܡܪܬ ܣܪܐ, араб. دير مار بهنام‎) — иракский монастырь Сирийской католической церкви, расположенный около города Бахдида в районе Найнава на севере страны. Монастырь состоял из огороженной территории с церковью и отдельно стоящего мавзолея. 19 марта 2015 года был разрушен ИГИЛ.

## Легенда
Монастырь возведён в честь мученика Святого Бехнама. Согласно легенде монастырь был основан ассирийским царем Синхарибом в IV веке в качестве искупления за убийство своих сына и дочери, которые обратились в христианство. Сын и наследный принц Бехман, несмотря на попытки царя отговорить его, крестился после чудесного исцеления его сестры Сары Св. Матфеем (по-арамейски Мар Матта).
По легенде принц заблудился во время охоты и был вынужден переночевать в горах на севере от Мосула, где в то время жил еремит Мар Матта. Тот поразил принца своей мудростью и чудодейственными силами. Принц попросил святого исцелить сестру Сару, больную неизлечимой кожной болезнью. Став свидетелями чуда исцеления, Бехнам и Сара крестились. Царь пытался заставить отречься их от новой веры, но видя непреклонность детей, приказал казнить обоих, отчего вскоре сошёл с ума. Царица повелела отвести его на место казни Бехнама и Сары, где царь сразу же исцелился. Поражённые этим чудом, царь Синхариб и его жена крестились у Мар Матта, а на месте мученичества их детей был возведён монастырь Мар Бехнам. Также в награду за исцеление царь возвёл монастырь Мар Маттай в горах для святого.
Первые упоминания Святого Бехнама встречается в манускрипте конца XII в. — начала XIII в. При этом сам текст полон анахронизмов. Например, в тексте упоминается царь Синаххериб, живший в VII веке до н. э.

## Здание
Монастырь, расположенный на пригорке, состоит из основного комплекса зданий с монастырской церковью, обнесённых стеной, и отдельно стоящего октогонального в своём плане мавзолея. Основной комплекс обнесён высокими стенами, что внешне придает монастырю сходство с крепостью. Мавзолей расположен примерно в 60 метрах от основного комплекса. Согласно легенде, в нём погребён Святой Бехнам и его сестра Сара, о чём свидетельствует мраморная плита.

## История
Точная дата основания монастыря неизвестна. Начиная с X века множество церквей стали называть в честь Святого Бенама. Самая старая часть монастыря, церковный хор, относится к 1164 году. Предположительно на месте монастыря до XI века была расположена гостиница для паломников, основанная персом по имени Ишаг, имя которого также упоминается в легенде о Святом Бехнаме.
Надписи, вырезанные на стенах монастыря, на арабском, армянском, сирийском и уйгурских языках свидетельствуют о патронаже и пожертвованиях монастырю. Надпись, сделанная монголами в 1295 году, говорит о том, что монастырь защищается ими от вражеских набегов. Исходя из разнообразия надписей и языков, можно сделать вывод, что монастырь был почитаем различными этническими группами. К нему часто устраивались паломничества из разных стран, а также представители различных культур и народов жертвовали на его строительство и расширение.
Над дверью мавзолея располагается надпись на уйгурском языке, единственная сохранившаяся надпись на этом языке в Ираке. Надпись 1300 года сообщает о пожертвовании, сделанном ханом. Археологи склоняются к тому, что мавзолей возник раньше самого монастыря.
Монастырь несколько раз перестраивался. Исходя из скульптур и барельефов можно сказать, что он претерпел большие изменения в 1164 году и в 1250—1261 годах. В 1743—1790 годах монастырь неоднократно подвергался разграблению со стороны Надир-шаха.
С самого своего основания монастырь был частью Церкви Востока. В XVIII веке монахи начали общение с римско-католической церковью, что привело к унии с Римом. В 1790—1798 годах монастырь принадлежал Римско-католической церкви, в 1798 году он присоединился к Сирийской католической церкви, частью которой являлся вплоть до захвата и разграбления в 2014 году.
По неизвестным причинам монахи покинули монастырь в 1819 году. К моменту захвата боевиками ИГИЛ в 2014 году монастырь практически перестал функционировать.
20 июля 2014 года монастырь был захвачен боевиками ИГИЛ. На тот момент в нём проживало три монаха и несколько семей. Все жители были выгнаны из здания, а на стенах монастыря появились надписи «Собственность ИГ». Монахам не было разрешено взять что-либо с собой. Со здания монастыря сняли все кресты и сожгли все хранившиеся там документы, включая ценные манускрипты. Боевики использовали монастырь в качестве базы полиции нравов. В общем монастырском зале был расположен госпиталь, а в кельях содержались преступники. 19 марта 2015 года боевики взорвали монастырь.
20 ноября 2016 года правительственные войска Ирака освободили монастырь и окружающие его населённые пункты от боевиков.